# مارفين بيجارانو
مارفين بيجارانو (بالإسبانية: Marvin Bejarano)‏ (6 مارس 1988 بتاريخا، بوليفيا في بوليفيا - ) هو مدرب كرة قدم ولاعب كرة قدم بوليفي في مركز الدفاع. شارك مع منتخب بوليفيا لكرة القدم. أما مع النوادي، فقد لعب مع أورينتي بيتروليرو وUniversitario de Sucre ‏ وUnión Tarija ‏.

## وصلات خارجية
- مارفين بيجارانو على موقع الاتحاد الدولي (مؤرشف)  (الإنجليزية)
- مارفين بيجارانو على موقع قاعدة بيانات كرة القدم.إي يو (الإنجليزية)
- مارفين بيجارانو على موقع ناشيونال فوتبول تيمز (الإنجليزية)
- مارفين بيجارانو على موقع Soccerway.com (الإنجليزية)